# یوسل
یوسل (انگلیسی: Ucell) شرکت مخابرات ازبکستانی است.